# أضنة دمير سبور
نادي أضنة دمير سبور (بالتركية: Adana Demirspor Kulübü) هو نادي تركي من منطقة أضنة تأسس عام 1940 ويلعب في الدوري التركي الممتاز.

## الإنجازات

### دوري
- دوري الدرجة الأولى التركي (4): 1972-73، 1986–87، 1990–91، 2020–21

### كأس
- كأس تركيا وصيف (مرة) : 1977–78